# Woman (Part 1)
Woman (part 1) (part 2 is de B-kant) is een single van James Brown. Het verscheen pas drie jaar later op zijn album Bodyheat. Het nummer werd over een drietal jaren verspreid uitgegeven, Nederland was een van de eerste die de single verwelkomde.

## Thema
Tekstueel is het nummer een ode aan de vrouw en begint deze heel anders dan de strekking van het totale nummer. Een vrouw kan een man breken en een man kan groen worden van jaloezie. Uiteindelijk is de vrouw de schepper van de mens, kan ze meer pijn verdragen dan de man en kan ze de man opbeuren.

## Hitlijsten
Buiten Nederland en België sloeg de single niet aan, voor zover daar uitgebracht. In het Verenigd Koninkrijk kreeg het bijvoorbeeld geen hitnotering. In Nederland en België haalde het de hitparade wel.

### Nederlandse Top 40
| Hitnotering: week 7/1974 t/m week 15/74 | Hitnotering: week 7/1974 t/m week 15/74 | Hitnotering: week 7/1974 t/m week 15/74 | Hitnotering: week 7/1974 t/m week 15/74 | Hitnotering: week 7/1974 t/m week 15/74 | Hitnotering: week 7/1974 t/m week 15/74 | Hitnotering: week 7/1974 t/m week 15/74 | Hitnotering: week 7/1974 t/m week 15/74 | Hitnotering: week 7/1974 t/m week 15/74 | Hitnotering: week 7/1974 t/m week 15/74 | Hitnotering: week 7/1974 t/m week 15/74 |
| Week:                                   | 1                                       | 2                                       | 3                                       | 4                                       | 5                                       | 6                                       | 7                                       | 8                                       | 9                                       |                                         |
| --------------------------------------- | --------------------------------------- | --------------------------------------- | --------------------------------------- | --------------------------------------- | --------------------------------------- | --------------------------------------- | --------------------------------------- | --------------------------------------- | --------------------------------------- | --------------------------------------- |
| Positie:                                | 28                                      | 14                                      | 10                                      | 7                                       | 8                                       | 14                                      | 20                                      | 34                                      | 37                                      | uit                                     |

### NederlandseSingle Top 100
| Hitnotering: 23-02-1974 t/m 05-04-1974 | Hitnotering: 23-02-1974 t/m 05-04-1974 | Hitnotering: 23-02-1974 t/m 05-04-1974 | Hitnotering: 23-02-1974 t/m 05-04-1974 | Hitnotering: 23-02-1974 t/m 05-04-1974 | Hitnotering: 23-02-1974 t/m 05-04-1974 | Hitnotering: 23-02-1974 t/m 05-04-1974 | Hitnotering: 23-02-1974 t/m 05-04-1974 |
| Week:                                  | 1                                      | 2                                      | 3                                      | 4                                      | 5                                      | 6                                      |                                        |
| -------------------------------------- | -------------------------------------- | -------------------------------------- | -------------------------------------- | -------------------------------------- | -------------------------------------- | -------------------------------------- | -------------------------------------- |
| Positie:                               | 16                                     | 11                                     | 8                                      | 8                                      | 17                                     | 27                                     | uit                                    |

### BelgischeBRT Top 30
| Hitnotering: 16-03-1974 t/m 19-04-1974 en 27-04-1974 t/m 10-05-1974 | Hitnotering: 16-03-1974 t/m 19-04-1974 en 27-04-1974 t/m 10-05-1974 | Hitnotering: 16-03-1974 t/m 19-04-1974 en 27-04-1974 t/m 10-05-1974 | Hitnotering: 16-03-1974 t/m 19-04-1974 en 27-04-1974 t/m 10-05-1974 | Hitnotering: 16-03-1974 t/m 19-04-1974 en 27-04-1974 t/m 10-05-1974 | Hitnotering: 16-03-1974 t/m 19-04-1974 en 27-04-1974 t/m 10-05-1974 | Hitnotering: 16-03-1974 t/m 19-04-1974 en 27-04-1974 t/m 10-05-1974 | Hitnotering: 16-03-1974 t/m 19-04-1974 en 27-04-1974 t/m 10-05-1974 | Hitnotering: 16-03-1974 t/m 19-04-1974 en 27-04-1974 t/m 10-05-1974 | Hitnotering: 16-03-1974 t/m 19-04-1974 en 27-04-1974 t/m 10-05-1974 |
| Week:                                                               | 1                                                                   | 2                                                                   | 3                                                                   | 4                                                                   | 5                                                                   |                                                                     | 6                                                                   | 7                                                                   |                                                                     |
| ------------------------------------------------------------------- | ------------------------------------------------------------------- | ------------------------------------------------------------------- | ------------------------------------------------------------------- | ------------------------------------------------------------------- | ------------------------------------------------------------------- | ------------------------------------------------------------------- | ------------------------------------------------------------------- | ------------------------------------------------------------------- | ------------------------------------------------------------------- |
| Positie:                                                            | 25                                                                  | 23                                                                  | 12                                                                  | 16                                                                  | 25                                                                  |                                                                     | 18                                                                  | 29                                                                  | uit                                                                 |